# Francisc Göbl
Francisc Göbl (n. 1822, Viena) a fost un tipograf care a lucrat în România din anul 1852.
Arta tipografică și-a însușit-o în Tipografia imperială din Viena, unde a lucrat până în anul 1852. S-a căsătorit cu Josephina Huber, în anul 1842, cu care a avut mai mulți copii dintre care Carol și Iosif îi vor continua activitatea tipografică.
În anul 1852 a fost chemat la București de Mitropolitul Nifon pentru Tipografia Mitropoliei, odată cu comandarea la Viena a mașinilor Löser. Aici primul discipol al său a fost Costache Rădulescu care i-a luat locul spre sfârșitul aceluiași an.
Începând cu anul 1855 a fost angajat la Tipografia Națională a lui Iosif Romanov unde a lucrat ca mașinist-șef până în anul 1864, realizând sub conducerea directorului Ștefan Rasidescu toate comenzile de lucrări tipografice puse în slujba solidarității culturale și a unității naționale a românilor.
În anul 1865, Göbl s-a asociat cu Walter Scarlat și cu Petre Ispirescu fondând Tipografia Lucrătorii Asociați cu sediul în Pasajul Român nr. 12.
Împreună cu fii săi Carol și Iosif a înscris o pagină de aur în istoria tiparului românesc modern, fiind decorați prin Decretul Regal din anul 1880 cu ordinul Steaua României și premiați la Expozița universală de la Paris în anul 1900 .